# Mali potkovnjak
Mali potkovnjak (Rhinolophus hipposideros) je europski šišmiš iz reda šišmiša i porodice potkovnjaka. Srodan je velikom potkovnjaku, no manji. 
Mali potkovnjak je jedna od najmanjih vrsta šišmiša, a teži samo 5 do 9 grama, s rasponom krila 192-254 mm i dužinom od 35-45 mm. Gornja strana tijela im je sivosmeđa ili ima blago crvenkasti ton, dok je donja strana siva do sivobijela. Poput velikog potkovnjaka, i ova je vrsta vrlo prepoznatljiva, jer ima tipični oblik nosa koji podsjeća na potkovu. Ta osobina im je i donijela ime "potkovnjak". Ovo je najmanja europska vrsta šišmiša.

## Rasprostranjenost
Nastanjuju uglavnom ista područja kao i veliki potkovnjaci. To znači, da ih ima prije svega u južnoj Europi, Francuskoj i južnoj Engleskoj. Treba im topliji okoliš a živi i u šumovitim područjima. 

## Razmnožavanje
Parenje počinje u jesen i završava u proljeće, ali se uglavnom prekida zimi. Tako se događa da se životinje pare odmah nakon zimskog sna, još u prostoru gdje su prezimile. U proljeće se ženke okupljaju na mjestima gdje provode dan, i kote mladunce, koje već u prvom tjednu "nose" sa sobom u lov. U tom razdoblju, mladunci vise na "lažnoj dojci". Ovisno o količini hrane, mladunci se osamostaljuju nakon 6 do osam tjedana, a u dobi od godinu dana postaju spolno zreli.

## Hrana
Mali potkovnjaci noću love u zajednicama između stabala na visini od oko 1 do 5 metara male kukce i pauke.